# Ferrovia longitudinal
Ferrovia longitudinal é a denominação recebida pelas ferrovias brasileiras que cruzam o país no sentido Norte-Sul. A quilometragem é medida nesse sentido.

## Identificação
- Nomenclatura: EF-1XX
- Primeiro Algarismo: 1 (um)
- Algarismos Restantes: A numeração varia de 00 a 50, no trecho que vai do extremo leste do País até Brasília. Varia de 50 a 99 entre a Capital e o extremo oeste.

1. ↑  Presidência da República do Brasil. «Lei nº 12.379, de 6 de janeiro de 2011». Planalto. Consultado em 17 de fevereiro de 2025